# Juan Iturbe
Juan Manuel Iturbe Arévalos (Buenos Aires, 1993. június 4. –) korábban paraguayi válogatott argentin labdarúgó, 2014 óta az olasz élvonalbeli AS Roma csatára, de középpályásként is bevethető. Kölcsönben a mexikói Club Tijuana csapatában játszik.
A média gyakran az új Lionel Messiként emlegeti, felidézve a két argentin játékos közti hasonlóságokat: mindketten nagyon sok gólt lőnek, a labdával elképesztő gyorsak.

## Pályafutása

### Cerro Porteño
Iturbe magas szinten először a Cerro Porteñóban játszott, 2009. június 28-án, mindössze 16 évesen mutatkozott be a paraguayi élvonal 21. fordulójában a Libertad ellen.
17 éves koráig nem volt profi szerződése. Ezért az argentin élvonalbeli Quilmesszel készült. 2011 januárjában Iturbe aláírt a portugál FC Portóhoz, ahová 18 éves kora betöltése után fog csatlakozni. Ezután februárban visszatért a Cerro Porteñohoz, ahol júniusig maradt. Nem sokkal ezután első Copa Libertadores-mérkőzésén gólt lőtt.

### Porto
2012. szeptember 30-án mutatkozott be az FC Porto B-csapatában, az FC Penafiel elleni hazai összecsapás végeredménye 1–1 lett.

#### River Plate – kölcsönben
2012. december 29-én Iturbe hat hónapra a River Plate játékosa lett kölcsönben.

#### Hellas Verona
Iturbe a 2013–14-es szezonra kölcsönbe az olasz élvonalba frissen feljutott Hellas Verona játékosa lett. Első gólját a Livorno elleni 2–1-re megnyert szeptember 29-i mérkőzésen szerezte, szabadrúgásból.
2014. május 27-én végleg szerződtették.

### AS Roma
2014. július 16-án az olasz AS Roma 22 millió euróért szerződtette Iturbét, a Verona a későbbiekben további 2,5 millió bónuszt is kaphat. Öt évre, 2019. június 30-ig szóló szerződést írt alá. Iturbe az Fiorentina 2-0-s legyőzése alkalmával mutatkozott be 2014. augusztus 30-án. Első gólját 2014. szeptember 17-én lőtte, a CSZKA Moszkva elleni Bajnokok Ligája-mérkőzés végeredménye 5–1 lett. Október 5-én meglőtte első bajnoki gólját is, az AS Roma a Juventustól kapott ki 3-2-re.

## Válogatottban
Élete legnagyobb részét Paraguayban töltötte, válogatott karrierjét is ott kezdte. 16 évesen játszott egy barátságos mérkőzésen a felnőttek között Chile ellen, de mivel nem tétmeccs volt, később más válogatott színeiben is játszhat. Később argentin színekre váltott.

## Sikerei, díjai

### Klubcsapatban
Cerro Porteño
- Primera División: 2009

Porto
- Primeira Liga: 2011–12, 2012–13

## Fordítás
Ez a szócikk részben vagy egészben  a   Juan Iturbe című angol Wikipédia-szócikk ezen változatának fordításán alapul.  Az eredeti cikk szerkesztőit annak laptörténete sorolja fel. Ez a jelzés csupán a megfogalmazás eredetét és a szerzői jogokat jelzi, nem szolgál a cikkben szereplő információk forrásmegjelöléseként.